# Thomas Wortley
Sir Thomas Wortley of Wortley Hall (* um 1430; † 1514) war ein englischer Ritter.

## Leben
Thomas Wortley war ein Sohn von Nicholas Wortley († 1492) und Isabel Tunstall.
Er war viele Jahrzehnte ein bedeutender und einflussreicher Ritter, der die Position als Knight of the Kings Body unter vier Monarchen, Eduard IV., Richard III., Heinrich VII. und Heinrich VIII., innehatte.
Sir Thomas genoss bei allen Königen großes Vertrauen und wurde zum Sheriff of Staffordshire (1483) und Sheriff of Yorkshire (1490 und 1502) ernannt.
Er erhielt im Laufe der Jahre etliche Liegenschaften und Ämter übertragen, so zum Beispiel Steward of Hallamshire (Yorkshire), Steward of Midlane Castle, Steward of Kimberworth, Constable of Stafford Castle, Steward and Master of the Game of all Chases, Forests, Woods, Parks within Staffordshire, Steward of Scarsdale, Steward of the Tower of Chesterfield, Steward of the Estates of Fountains Abbey, Steward of the Estates of Monk Bretton Priory und Steward of Pontefract Castle.
Wortley kämpfte 1482 unter Richard, Duke of Gloucester in Schottland und erhielt dort am 22. August den Ritterschlag als Knight Bachelor.
Sir Thomas war ein leidenschaftlicher Jäger und exzellenter Bogenschütze. Er baute unweit von Wortley Hall ein Rotwildgehege und bei Wharncliffe Crags ein Jagdhaus (1510). Zudem züchtete er so erfolgreich Jagdhunde, dass er sogar vom schottischen König gebeten wurde, ihm einige seiner Hunde zu verkaufen.
Wortley unterstützte aktiv Robert Harrington, mit dem er durch Heirat verschwägert war, bei dessen Ringen um das Harrington Erbe.
Sir Thomas war bei der Krönungszeremonie von Richard III. und Königin Anne Neville zugegen und wurde 1484 als Justice of Array mit diversen Aufgaben betraut. Als Commissioner wurde Wortley beauftragt die Besitzungen von Richard Haute of Ightham zu beschlagnahmen, der ein treuer Anhänger Elizabeth Woodvilles war.
Zusammen mit James Tyrell wurde Sir Thomas zum Lieutenant dreier Festungen bei Calais berufen.
Unter Heinrich VII. wurde Sir Thomas als Commissioner 1486 zusammen mit Richard Tunstall beauftragt die Besitzungen von James und Robert Harrington zu konfiszieren, die beide gegen Heinrich kämpften und mit einer Bill of Attainder belegt worden waren.
Im Jahr 1497 kämpfte Thomas Wortley für Heinrich VII. in Schottland und wurde dort durch Thomas Howard, Earl of Surrey zum Knight Banneret geschlagen.
Sir Thomas Wortley starb 1514.

## Ehe und Nachkommen
Sir Thomas war dreimal verheiratet.
Die Ehe mit Joan Balderston, Witwe des John Pilkington, wurde geschieden und war kinderlos.
Mit Elizabeth FitzWilliam, Tochter des Richard FitzWilliam hatte Sir Thomas einen Sohn
- Thomas Wortley ⚭ Margaret, Tochter des Sir John Savile[1][8]

Mit Catherine FitzWilliam, Tochter des Sir William FitzWilliam hatte Sir Thomas vier Kinder
- Nicholas[1]
- Isabel[20] ⚭ John Talbot[1]
- Mary[20]
- Maud[20]